# Альпийская дивизия «Monte Ortigara»
Альпийская дивизия «Monte Ortigara» (итал. Divisione Alpina Monte Ortigara) — итальянское партизанское соединение в годы Второй мировой войны. Состояла из пяти бригад, связанных с движением «Зелёное пламя» (итал. Fiamme Verdi).

## История
Образована 22 февраля 1945 года в плебании в деревне Поволаро (итал. Povolaro) в провинции Венеция во владении священника дона Луиджи Пасколи (внука Джованни Пасколи). Присутствующие на собрании по поводу формировании дивизии Джованни Карли (итал. Giovanni Carli), Джакомо Килезотти (итал. Giacomo Chilesotti, станет командиром дивизии), Франческо Дзальтрон (итал. Francesco Zaltron) решили дать ей имя «Monte Ortigara» и объединить различные партизанские объединения, боровшиеся с нацистскими и фашистскими войсками. Хотя дивизия была образована под воздействием католицизма, партизаны были разных политических взглядов.
Дивизия первоначально действовала на территории семи коммун, а затем контролировала около трети территории провинции Венеция. Численность всех партизанских объединений дивизии достигала нескольких сот человек, включая 242 партизан, 153 патриота и 439 союзников. Потери дивизии составили 60 убитых и 33 раненых.
После многочисленных акций саботажа, разоружения, диверсий на железных и автодорогах, а также разрушения телефонных линий и линий электропередачи, предпринятых партизанскими бригадами будущей альпийской дивизии «Monte Ortigara», глава СС и итальянской полиции генерал Вольф (нем. Wolff) вместе с капитаном Бюшмейером (нем. Büschmeyer), командиром 263-го восточного батальона вермахта и командующего сектором Венеция-Север, решили взять ситуацию под контроль и подавить партизанское движение в этом районе, не допустив помощи партизанам со стороны местного населения. 6 сентября 1944 года в районе Чёрного леса Гранедза в области Венеция бойцы альпийской партизанской дивизии «Monte Ortigara» попали под огонь немецких войск, потеряв 22 человека погибшими. Среди них оказался и Ринальдо Арнальди.

## Состав
- Бригада «Мадзини» (итал. "Mazzini")
- Бригада «Мученики Гранедза» (итал. "Martiri di Granezza")
- Бригада «Лорис» (итал. "Loris") с партизанами из Тьене, Бреганце и Дуэвилле
- Бригады «Settecomuni», «Fiamme Verdi» и «Fiamme Rosse»
- Бригада «Молодая Италия» (итал. "Giovane Italia")

## Командование
- командир партизанской дивизии Джакомо Килезотти (итал. Giacomo Chilesotti)
- комиссар Джованни Карли (итал. Giovanni Carli)
- заместитель командира Альфредо Родегьеро (итал. Alfredo Rodeghiero)

## Герои дивизии
| Награда                               | Имя, фамилия                                   | Должность                                                 | Звание                                            | Дата награждения | Примечания                        |
| ------------------------------------- | ---------------------------------------------- | --------------------------------------------------------- | ------------------------------------------------- | ---------------- | --------------------------------- |
| Золотая медаль «За воинскую доблесть» | Арнальди, Ринальдо (итал. Rinaldo Arnaldi)     | командир партизанской бригады «Мадзини» (итал. "Mazzini") | сержант (танковых войск)                          | 1944, посмертно  | Погиб в бою 6 сентября 1944 года. |
| Золотая медаль «За воинскую доблесть» | Каппелло, Луиджи (итал. Luigi Cappello)        | партизан бригады «Dalla Costa»                            | -                                                 | 1945, посмертно  | Погиб в бою 2 апреля 1945 года.   |
| Золотая медаль «За воинскую доблесть» | Карли, Джованни (итал. Giovanni Carli)         | Комиссар дивизии                                          | -                                                 | 1945, посмертно  | Погиб в бою 27 апреля 1945 года.  |
| Золотая медаль «За воинскую доблесть» | Килезотти, Джакомо (итал. Giacomo Chilesotti)  | Командир дивизии                                          | лейтенант (военный инженер горнострелковых войск) | 1945, посмертно  | Погиб в бою 28 апреля 1945 года.  |
| Золотая медаль «За воинскую доблесть» | Дзальтрон, Франческо (итал. Francesco Zaltron) | Заместитель командира дивизии                             | -                                                 | 1945, посмертно  | Погиб в бою 28 марта 1945 года.   |